# Vienna Teng
Vienna Teng (nome d'arte di Cynthia Yih Shih Teng; Palo Alto, 3 ottobre 1978) è una cantautrice e musicista statunitense la cui famiglia è originaria di Taiwan.
Vive a New York. Ha pubblicato quattro album - Waking Hour (2002), Warm Strangers (2004), Dreaming Through The Noise (2006) e Inland Territory (2009) - e ha adottato il nome d'arte a dodici anni in onore della capitale dell'Austria e della musica di quella città. È una musicista di formazione classica e suona indifferentemente pianoforte e chitarra.
Il suo repertorio è ispirato alle sonorità della folk music, del jazz e della pop music arricchite da influenze derivate dalla musica classica e dal canto a cappella. Cantante dall'ampio raggio vocale, compone e interpreta brani intimisti ispirati dalla vita reale e dalla quotidianità.

## Biografia
Teng ha iniziato a suonare musica classica al pianoforte all'età di cinque anni. Diplomata in computer science, dopo aver partecipato ad un corso per il canto a cappella alla Stanford University ,  si è avviata alla carriera musicale nel 2002 firmando un contratto alla Virt Records mentre lavorava come programmatrice di software alla Cisco Systems.
Ha iniziato a registrare le sue composizioni negli studi del Center for Computer Research in Music and Acoustics (CCRMA) di Standford, con il proposito di distribuire la sua musica solo all'interno del campus. Molte di queste registrazioni sono state utilizzate per il suo album di debutto, Waking Hour.
A garantirle una prima notorietà è stata un'intervista rilasciata, nel gennaio 2003, al David Letterman Show che le ha aperto le porte per una partecipazione ad altri show televisivi come Saturday Early Show della CBS, la Weekend Edition della National Public Radio, il NewsNight with Aaron Brown della CNN ed il The Wayne Brady Show.

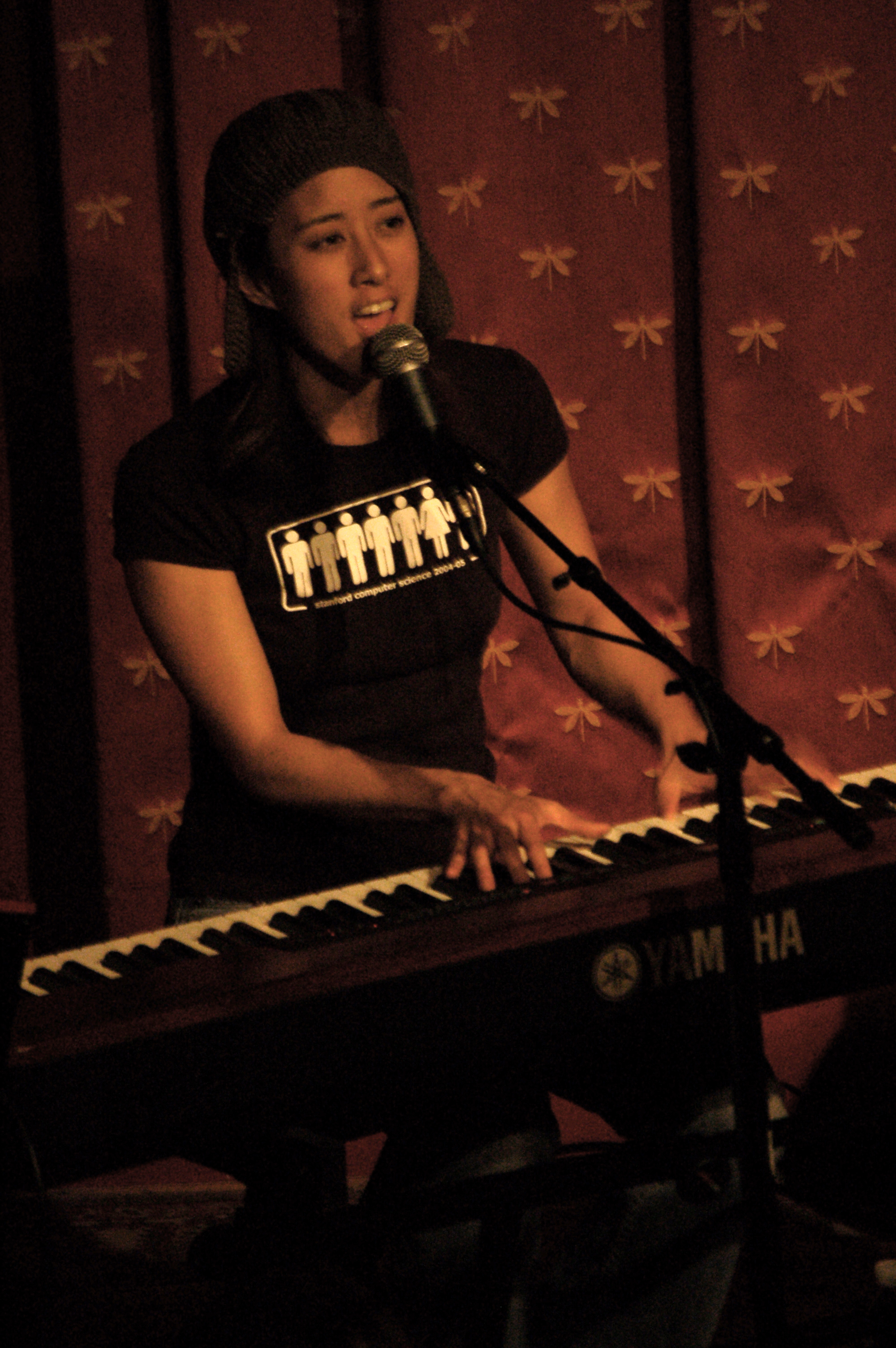
Vienna Teng al pianoforte

Contestualmente, ha tenuto i concerti di apertura di affermate star della musica come Joan Baez, Shawn Colvin, Joan Osborne, Sarah Harmer e Marc Cohn.
Il suo primo album,Waking Hour, ha raggiunto il quinto posto nella classifica dei dischi più venduti stilata da Amazon.com mentre il suo secondo disco,Warm Strangers, ha raggiunto il secondo posto.
Nel 2006, Teng ha cambiato casa discografica firmando un nuovo contratto per la Zoë/Rounder.
Fra il dicembre 2006 e la primavera del 2007 ha compiuto un tour attraverso gli Stati Uniti per promuovere la distribuzione del suo terzo album, Dreaming Through the Noise. Suonando al fianco di Duncan Sheik ha aperto i concerti di Madeleine Peyroux per poi intraprendere, nella primavera del 2007, il Green Caravan Tour (ciclo di spettacoli itineranti a sfondo ecologista ed ambientalista) accompagnata dalla violoncellista Marika Hughes, dalla violinista Dina Maccabee e dal percussionista Alex Wong, con il quale ha suonato anche in occasione di concerti di David Berkeley e Jenny Owen Youngs.
Sue canzoni sono state incluse nella serie televisiva Ed e irradiate attraverso trasmissioni di Discovery Channel. Ha cantato inoltre nella canzone One 2 One del duo hip-hop dei Magnetic North.
Il suo quarto album, Inland Territory, è stato pubblicato nel 2009. Il disco è stato registrato in cinque mesi in quattro città diverse. Successivamente, nel 2013 ha pubblicato Aims.

## Discografia
- 2001: Waking Hour - autoprodotto
- 2002: Waking Hour - Virt Records
- 2004: Warm Strangers - Virt Records
- 2006: Dreaming Through the Noise - Zoë/Rounder
- 2009: Inland Territory - Zoë/Rounder
- 2013: Aims - Soltruna

## Note

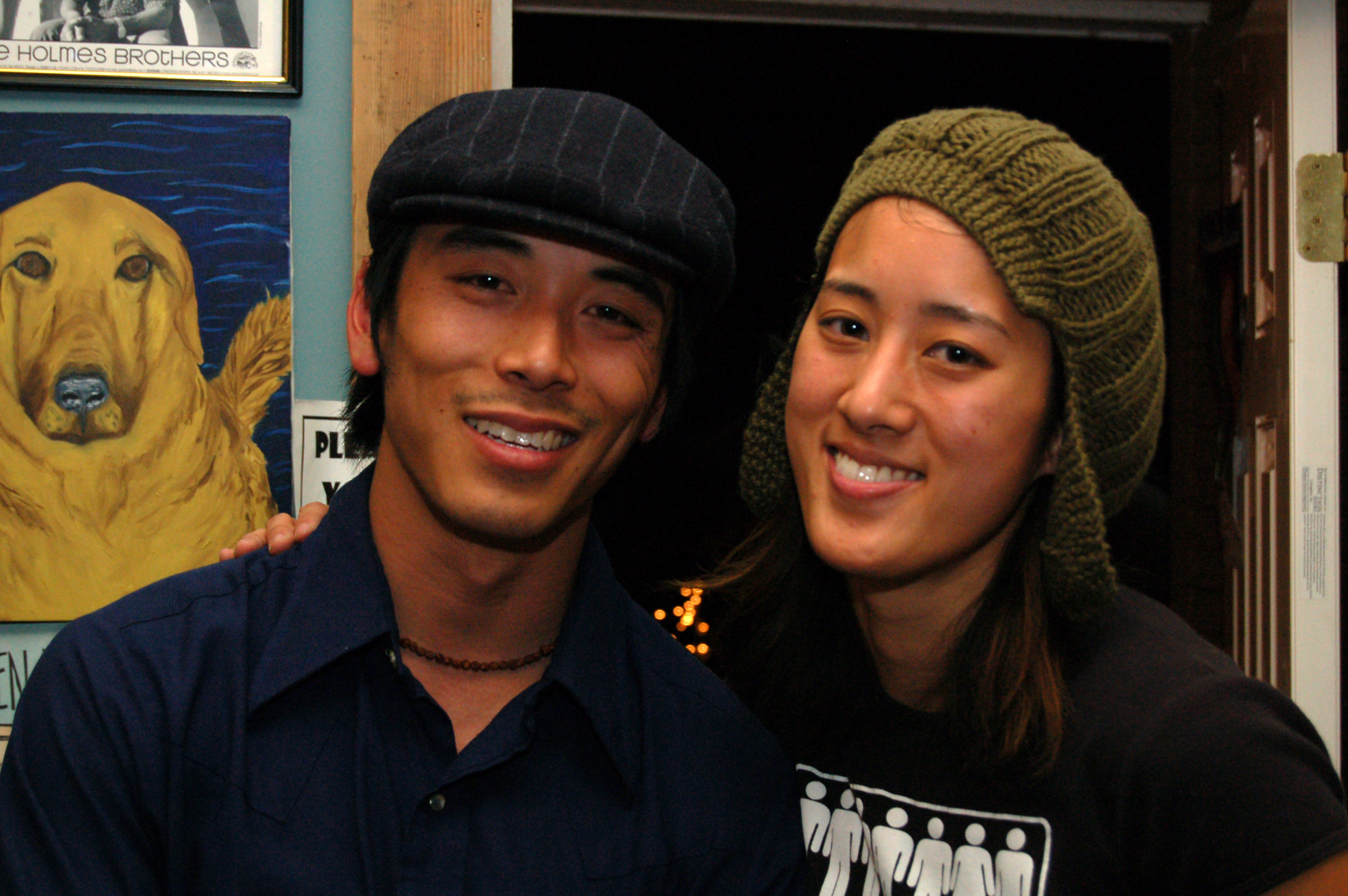
Teng (a destra) con il percussionista del Green Caravan Tour Alex Wong
(Foto di Adam J. Manley)